# 7445 Trajanus
A 7445 Trajanus (ideiglenes jelöléssel 4116 P-L) egy marsközeli kisbolygó. Cornelis Johannes van Houten,  Ingrid van Houten-Groeneveld és Tom Gehrels fedezte fel 1960. szeptember 24-én.